# Código de área 707

Mapa de los códigos de áreas en California mostrados en azul y en rojo el 707

707 es el código de área estadounidense que cubre Napa, Sebastopol, Vallejo, Benicia, Fairfield, Santa Rosa, Petaluma, Fort Bragg, Crescent City, Eureka, Clearlake, Vacaville, Ukiah, y el noroccidente de California. Fue dividido del código de área 415 el 1 de marzo de 1959. Y desde entonces ha mantenido la misma cobertura, convirtiéndose en uno de los códigos más antiguos de California.
Cuando el código de área 916 se dividió al código de área 530 el 1 de noviembre de 1997, el área de Dixon cambió del código de área 916 al 707.

## Localidades cubiertas por el código de área 707

### Condado de Del Norte
- Bertsch-Oceanview
- Crescent City
- Crescent City North
- Fort Dick
- Gasquet
- Klamath
- Northcrest
- Pelican Bay State Prison
- Smith River

### Condado de Humboldt
| - Alderpoint - Alton - Arcata - Bayside - Bayview - Blocksburg - Blue Lake - Bridgeville - Carlotta - Cutten - Eureka - Fernbridge | - Ferndale - Fieldbrook - Fields Landing - Fortuna - Garberville - Honeydew - Hoopa - Humboldt Hill - Hydesville - Loleta - Kneeland - Korbel | - Mad River - Manila - McKinleyville - Miranda - Myers Flat - Myrtletown - Orick - Orleans - Pepperwood - Petrolia - Phillipsville | - Pine Hills - Redcrest - Redway - Rio Dell - Samoa - Scotia - Shelter Cove - Trinidad - Weott - Westhaven-Moonstone - Whitethorn - Willow Creek |  |

### Condado de Lake
| - City of Clearlake - Clearlake Oaks - Clearlake Park - Clearlake Rivieras - Cobb - Finley - Glenhaven - Hidden Valley Lake - Kelseyville - Lake Pillsbury - Lakeport | - Loch Lomond - Lower Lake - Lucerne - Middletown - Nice - North Lakeport - Sulphur Bank Rancheria - Upper Lake - Whispering Pines - Witter Springs |

### Condado de Marin
- Dillon Beach
- Fallon
- Tomales

### Condado de Mendocino
| - Albion - Boonville - Branscomb - Calpella - Caspar - Cleone - Comptche - Covelo - Dos Rios | - Elk - Fort Bragg - Gualala - Hopland - Inglenook - Keene Summit - Laytonville - Leggett - Little River | - Manchester - Mendocino - Navarro - Noyo - Philo - Piercy - Point Arena - Potter Valley - Pudding Creek | - Redwood Lodge - Redwood Valley - Rockport - Sherwood Valley Rancheria - Talmage - Ukiah - Westport - Willits - Yorkville |

### Condado de Napa
| - Aetna Springs - American Canyon - Angwin - Calistoga - Circle Oaks - Deer Park - Napa - Oakville | - Pope Valley - Rutherford - Spanish Flat - St. Helena - Vichy Springs - Yountville - Zinfandel |

### Condado de Solano
| - Benicia - Birds Landing - Collinsville - Dixon - Elmira - Fairfield - Green Valley | - Liberty Farms - Nut Tree - Río Vista - Suisun City - Travis AFB - Vacaville - Vallejo |

### Condado de Sonoma
| - Asti - Bloomfield - Bodega Bay - Bodega - Boyes Hot Springs - Camp Meeker - Cazadero - Cloverdale - Cotati - Duncans Mills - El Verano - Eldridge - Fetters Hot Springs-Agua Caliente | - Forestville - Fort Ross - Fulton - Freestone - Geyserville - Glen Ellen - Graton - Guerneville - Guernewood Park - Healdsburg - Jenner - Kenwood - Korbel | - Lakeville - Larkfield-Wikiup - Mark West Springs - Mark West - Monte Río - Occidental - Penngrove - Petaluma - Río Dell - Río Nido - Rohnert Park - Roseland - Salmon Creek | - Santa Rosa - Schellville - Sea Ranch - Sebastopol - Sonoma - Stewarts Point - Temelec - Two Rock - Valley Ford - Villa Grande - Vineburg - Windsor |  |

### Condado de Trinity
- Ruth
- Zenia